# 卡拉韋西湖
62°49′N 027°47′E / 62.817°N 27.783°E

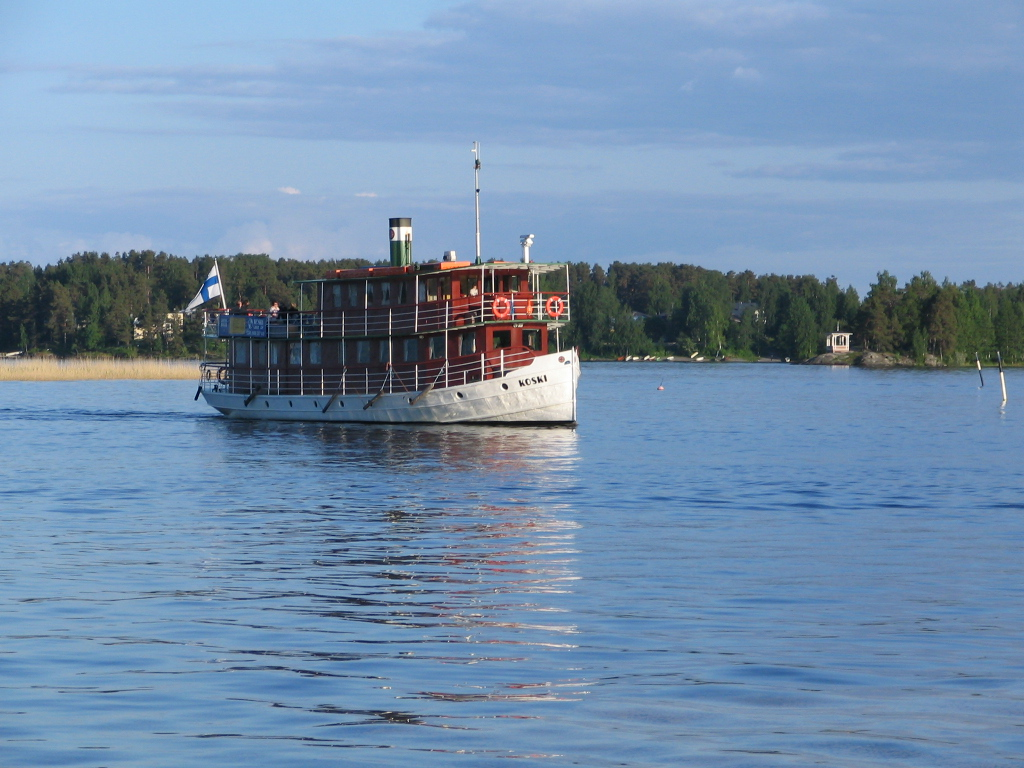
卡拉韋西湖

卡拉韋西湖（芬蘭語：Kallavesi）是芬蘭東部北薩沃區的湖泊，長90公里、寬15公里，面積472.76平方公里，海拔高度81.8米，平均水深5至10米，最大水深逾60米。